# Iscalina
Iscalina är ett släkte av fjärilar. Iscalina ingår i familjen Thyrididae.
Kladogram enligt Catalogue of Life:
| Iscalina | \| \| Iscalina hyperbolica \| \| \| \| \| \| Iscalina mediosecta \| \| \| \| \| \| Iscalina vulpina \| \| \| \| |
|          | \| \| Iscalina hyperbolica \| \| \| \| \| \| Iscalina mediosecta \| \| \| \| \| \| Iscalina vulpina \| \| \| \| |
|          | Iscalina hyperbolica                                                                                            |
|          | |
|          | Iscalina mediosecta                                                                                             |
|          | |
|          | Iscalina vulpina                                                                                                |
|          | |